# Wise Music Group
Music Sales Group (devenu Wise Music Group en février 2020) est un groupe d'édition musicale britannique, basé à Londres, comprenant un catalogue international,.
Pour l'essentiel, Music Sales possède et exploite plus de 500 000 copyrights de musique en 2020. C'est aussi le principal éditeur de musique en Europe.
En 2020, Music Sales comprend plus de 60 maisons d'édition, 30 labels, deux maisons de disques, deux sociétés d'enseignement de la musique numérique, un éditeur de livres et un producteur de concerts de concerts et de pièces de théâtre. La source des droits d'auteur de Music Sales vient notamment des catalogues suivants qu'elle possède : Campbell Connelly, The Sparta Florida Music Group, Bosworth & Co., Chester Music, Novello & Company, J. Curwen & Sons, G. Schirmer, Edition Wilhelm Hansen, Unión Musical Ediciones (UME), Alphonse Leduc, Edition Wilhelm Hansen, Wise publications, Carish, Omnibus Press, Bosworth Edition, Editions Choudens, Editions Musicales Transatlantiques, Le Chant du monde.

## Histoire
La maison d'édition musicale Wise est une entreprise familiale spécialisée dans l'édition musicale imprimée fondée dans les années 1930 et active depuis deux générations en 2020. En 1972, Robert Wise la nomme "Music Sales Group". Elle a réussi une politique de croissance en faisant l'acquisition de nombreuses maisons européennes et en récupérant leur fonds d'éditions. Elle est désormais constituée en groupe dans divers domaines du monde musical. Ses deux fils Tomas Wise (PDG de Wise Music USA) et Marcus Wise (chef du groupe des médias) opèrent dans la maison.
La maison d'édition musicale anglaise Chester est fondée à Brighton en 1874 par John Chester et son fils William; elle est acquise ensuite dans les années 1960 par l'éditeur danois Wilhem Hansen qui intègrera en 1988 le groupe "Wise music group".
En 2014, Wise Music Group (sous le nom de The Music Sales Group) a acquis l'éditeur français de musique classique Éditions Alphonse Leduc. Les Éditions Alphonse Leduc publient de la musique classique de compositeurs français tels que Jacques Ibert, Henri Dutilleux, Olivier Messiaen, Francis Poulenc et Joseph Canteloube. Elle publie également des œuvres lyriques des compositeurs italiens Gioachino Rossini et Vincenzo Bellini, ainsi que des œuvres de Muzio Clémenti, Johannes Brahms et Pyotr Tchaikovsky.
En mars 2017, The Music Sales Group a acquis l'éditeur de disques disco Bleu Blanc Rouge auprès du producteur de disques et auteur-compositeur belge Jean Kluger. En avril 2018, Music Sales a vendu ses divisions d'impression physique et en ligne, y compris Musicroom, à l'éditeur Hal Leonard Corporation basé à Milwaukee pour 50 millions de dollars. Hal Leonard continuera à distribuer le catalogue d'édition de Wise Music dans le monde entier.
Le catalogue de musique de Wise Music comprend les droits américains de la chanson The Twist, surtout connue grâce à l'enregistrement de Chubby Checker.
En 2022, la maison a fêté ses 20 ans.

## Novello & Co

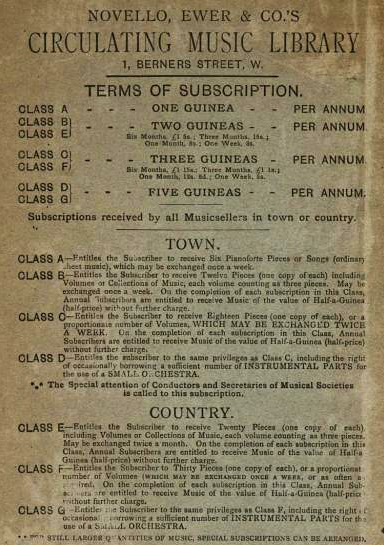
Publicité pour la librairie musicale Novello, Ewer & Co., Londres, 1890.

Novello & Co est une maison d'édition de musique basée à Londres et spécialisée dans la musique classique, en particulier le répertoire choral. Elle a été fondée en 1811 par Vincent Novello. August Jaeger de la maison était un ami d'Edward Elgar. La maison Novello & Co a rejoint le groupe Wise Music Group en 1993.

## Chester Music
Chester Music est un éditeur britannique de musique imprimée spécialisé dans la composition classique et la musique éducative des XXe et XXIe siècles.

## Autres maisons d'édition acquises
- Acorn (pennywhistles)
- Amsco Publications
- Ariel Publications (guitare classique uniquement)
- E. J. Arnold & Son, Limited (livres de flûte à bec)
- Ashley Publications Inc.
- Schuberth & Co, Inc.
  - Larrabee Publications
  - Lewis Music Publishing Co.
- Heritage Publications, Inc.
- Kammen Music Co.
- Bosworth Music GmbH, Berlin
- Campbell Connelly, fondée par Jimmy Campbell (en) et Reg Connelly (en).
- Carlanita Music Company LLC, fondée après le décès de Carlos Chávez par sa fille, Ana Chávez Ortiz), G. Schirmer, agent de vente
- Chester Music Limited
- Eaton Music
- Embassy Music, fondé par Tommy Dorsey.
- Edition Wilhelm Hansen
- Le Chant du Monde
- Nancy Music Company Inc, livres de Chez "Bugs" Bower ; né Maurice D. Bower ; né en 1922
- Node Records
- Noel Gay Music Company, fondée par Noel Gay (en).
- Novello & Co, Ltd, Londres
- Oak Publications, musique folklorique et livres de pennywhistles
- Omnibus Press
- Papiers manuscrits Passantino
- Première Music Group
  - Éditions Alphonse Leduc
  - Éditions Choudens
  - Éditions Bleu Blanc Rouge, fondées par Jean Kluger
  - Éditions Musicales Transatlantiques, rachetées en 2009 par Music Sales Group.
- Rhinegold Education, une division rachetée à Rhinegold Publishing par Music Sales Group en 2010
- G. Schirmer Inc. (filiale)
  - Associated Music Publishers
  - J. Curwen & Sons (en) Limited, Londres
- Boston Music Company, fondée en 1885 par Gustav Schirmer, Jr. (1864-1907)
- Schirmer Trade Books
- Shawnee Press (en), acquis par Music Sales Group en 1989 ; vendu, avec Music Sales Group, en 2009 à Hal Leonard Corporation.
- Sparta Florida Music Group, fondé par Hal Shaper (en)
- Storyville Records
- UME (Unión Musical Ediciones S.L.), fondée à Bilbao en 1900 ; acquise par Music Sales Group en 1990
- Wise Publications
- Yorktown Music Press

## MusicFirst
MusicFirst est la division Éducation numérique de Wise Music Group, spécialisée dans les logiciels de musique éducative.

## Bureaux dans le monde
Le groupe dispose d'un réseau mondial de bureaux indépendants, notamment à Londres, New York, Los Angeles, Sydney, Copenhague, Bergame, Madrid, Paris et Tokyo, 
New York, Los Angeles, Sydney, Copenhague, Bergame, Madrid, Paris, Tokyo et Berlin.